# Нагорно-Бесстрашниково
Нагорно-Бесстрашниково — упразднённая деревня в Муромцевском районе Омской области России. На момент упразднения входила в состав Шипицынского сельсовета Большереченского района. Исключена из учётных данных в 1963 г.

## География
Располагалась на правом, высоком, берегу реки Иртыш (откуда и название в отличие от деревни Лугово-Бесстрашниково, которая располагалась на левом низком берегу), в 4 км (по прямой) к юго-западу от деревни Качесово.

## История
Основана в 1917 г. По данным на 1928 год состояла из 20 хозяйств. В административном отношении входила в состав Качесовского сельсовета Большереченского района Тарского округа Сибирского края.

## Население
По переписи 1926 г. в деревне проживало 102 человека (52 мужчины и 50 женщин), основное население — русские. В 1933 году в деревне проживало 115 человек.